# Заплавное (Волгоградская область)
Запла́вное — село в Ленинском районе Волгоградской области, административный центр Заплавненского сельского поселения.
Население — 3741 (2021)

## Общая физико-географическая характеристика
Село расположено на левом берегу реки Ахтуба, на границе Волго-Ахтубинской поймы и полупустынных областей Прикаспийской низменности, между хутором Заяр и селом Бахтияровка, на высоте 7 метров ниже уровня мирового океана. У северной границы села расположено озеро Кужуры.
Почвенный покров комплексный: распространены солонцы (автоморфные) и каштановые и Бурые пустынно-степные солонцеватые и солончаковые почвы.
Географическое положение
По автомобильной дороге расстояние до областного центра города Волгограда составляет 45 км, до районного центра города Ленинска — 21 км, до города Волжский — 27 км.
Климат
Климат резко-континентальный, засушливый (согласно классификации климатов Кёппена-Гейгера — Dfa). Среднегодовая температура воздуха положительная и составляет + 8,5 °C, средняя температура самого холодного месяца января — 7,5 °C, самого жаркого месяца июля + 24,5 °C. Расчётная многолетняя норма осадков — 374 мм. Наименьшее количество осадков выпадает в апреле (23 мм), наибольшее в июне (39 мм) и декабре (37 мм)
Часовой пояс
Заплавное, как и вся Волгоградская область, находится в часовой зоне МСК (московское время). Смещение применяемого времени относительно UTC составляет +3:00.

## История
Основание села относится к 1774 году, а первыми его поселенцами были великороссы из Пензенской, Саратовской, Самарской и других губерний, прилегающих к Волге, разный беглый люд, а позже (в 1833 г.) — переселенцы из Малороссии.
В начале 1790 года в Заплавном уже насчитывалось более 100 дворов, и потому появилась необходимость в постройке церкви. В бытность старшиной села Заплавного Семена Алексеева постройка первой церкви была закончена и указом архиепископа Астрахани и Ставрополья Никанора в 8 день октября 1790 года освящена во имя Покрова Богородицы царицынским протопопом Гавриилом Дмитриевым. Построенная на погосте, она просуществовала до 1842 года, сгорев при пожаре.
Вскоре на том же месте возникла часовня, службы в которой справлялись до 1862 года, до окончания постройки нового православного храма, освященного во имя святителя Николая. Никольский храм простоял в селе до 1967 года, не только радуя сердца верующих, но и являясь необычайным по красоте примером русского деревянного зодчества. В годы Великой Отечественной войны на ту часть села, где величественно вздымались к небу трехглавые купола церкви, не упала ни одна немецкая бомба.
Но в 1967 году по инициативе сельских атеистов с перевесом в один голос было принято решение разрушить храм, и его не стало.
26 апреля 1993 года указом Митрополита Волгоградского и Камышинского Германа в селе Заплавное Ленинского района Волгоградской области был образован Свято-Никольский приход. Сельская администрация выделила под храм здание бывшего сельского клуба — просторный краснокирпичный дом образца 19 века.
А в сильное половодье 1979 года, когда Ахтуба рвалась из берегов, был сдвинут бульдозерами в реку и холм с погостом, где стояли когда-то церкви и покоились кости предков — первых поселенцев села.
Широкое строительство зданий из кирпича началось в селе с 1863 года, когда крестьянином Камышовым был построен первый кирпичный завод, а затем появились и другие кирпичные заводы Юдина и Брейкина. В том же 1863 году Камышов начал постройку в центре, близ церкви, большого 2-этажного дома из кирпича собственного завода. На нижнем этаже дома открыта первая в селе лавка с железоскобяными и пеньковыми товарами. Это одно из зданий, сохранившееся до сегодняшнего дня.
Оставили свой след в Заплавном и купцы Конякины — А. П. Конякин построил себе 2-этажный дом из красного кирпича, в 1871 году открыл постоянную мануфактурную и другие лавки; являлся совладельцем пароходного общества «Русь», держал торговые дома в Царицыне, многие магазины в Цареве и других селах. Дом купца сохранился до сих пор, он расположен на территории училища. Но, пожалуй, самым красивым зданием, сохранившимся до сегодняшнего дня, можно назвать дом купца Василия Юдина, в котором в настоящее время располагается сельская администрация. После революции в этом здании находились школа, клуб и сельская библиотека. Во время Сталинградской битвы в этом здании жил Н. С. Хрущёв
Облик села сильно изменился из-за перемены русла реки, начавшейся с 1870 годов. Ахтуба начала изменять русло в сторону села и постепенно смыла многие дома у центра на Набережной улице. Ко всему этому добавил и пожар летом 1873 года, во время которого сгорело много домов на западной части площади от церкви. Большой пожар случился и в 30-е годы, уже при советской власти.
В селе построено много новых жилых домов, школа, детский сад, но украшением стал возведенный в 1990 году Дворец культуры «Родина». И все же кирпичные дома дореволюционной постройки вносят свою «изюминку» в облик улиц западной его части, безмолвно свидетельствуя своей красотой об ушедших в прошлое поколениях, их умелых руках, светлых умах, любви к отчему краю.

### Административно-территориальное подчинение
Село Заплавное находилось в составе Царевского (с 1919 года — Ленинского) уезда. С 23 июня 1928 года — в Среднеахтубинском районе, с 1955 — в Ленинском районе (за исключением периода с 1 января 1963 по 15 ноября 1965 года, когда населённые пункты упразднённого Ленинского района было перечислены в Среднеахтубинский район.

## Население
| 1859 | 1897 | 1900  | 1904  | 1908  | 1911  | 1914  |
| ---- | ---- | ----- | ----- | ----- | ----- | ----- |
| 5230 | 9855 | 12636 | 13725 | 15091 | 15908 | 18181 |

| 2002 | 2010  | 2021  |
| ---- | ----- | ----- |
| 3685 | ↗3734 | ↗3741 |

## Инфраструктура
Личное подсобное хозяйство.

## Транспорт
Близ села проходит региональная автодорога автодорога Астрахань — Волжский — Энгельс — Самара.